# Södra Möre kontrakt
Södra Möre kontrakt var ett kontrakt av Växjö stift inom Svenska kyrkan i Kalmar län. Kontraktet upplöstes 2012 och de ingående församlingarna överfördes till Stranda-Möre kontrakt. 
Kontraktskoden var 0614.

## Administrativ historik
Södra Möre kontrakt tillhörde Kalmar stift från 1602 till 1915 då stiftet återgick i Växjö stift.
Kontraktet omfattade före 1962
- Söderåkra församling
- Torsås församling
- Gullabo församling
- Vissefjärda församling
- Emmaboda församling
- Madesjö församling
- Örsjö församling
- Oskars församling
- Nybro församling
- Sankt Sigfrids församling som från 1962 till 1977 ingick i Norra Möre kontrakt
- Arby församling som 1 november 2008 överfördes till Norra Möre kontrakt[1]
- Hagby församling som 1 november 2008 överfördes till Norra Möre kontrakt
- Halltorps församling som 1 november 2008 överfördes till Norra Möre kontrakt
- Voxtorps församling som 1 november 2008 överfördes till Norra Möre kontrakt
- Karlslunda församling som 1 november 2008 överfördes till Norra Möre kontrakt
- Mortorps församling som 1 november 2008 överfördes till Norra Möre kontrakt
- Hossmo församling som 1962 överfördes till Norra Möre kontrakt
- Ljungby församling som 1962 överfördes till Norra Möre kontrakt

1962 tillfördes från Norra Möre kontrakt
- Kristvalla församling

1979 tillfördes från Konga kontrakt
- Långasjö församling

1995 tillfördes från då upphörda Uppvidinge kontrakt
- Hälleberga församling
- Algutsboda församling

1995 tillfördes från Stranda och Handbörds kontrakt
- Bäckebo församling
- Kråksmåla församling

## Kontraktsprostar
- 1613-1643- Olaus Petri
- 1644-1671 Olaus Catonius
- 1672 Olaus Bohlius
- 1672-73 Aron Stolpe
- 1673-1692 Andreas Swebilius
- 1692-1693 Nicolaus Bruun
- 1693-1716 Holger Catonius
- 1716-1731 Joachim Witte
- 1732-1741 Johan Gabriel Catonius
- 1743-1755 Petrus Næsman
- 1755-1764 Georg Montelius
- 1764-1790 Petrus Frigelius
- 1790-1793 Magnus Dahlerus
- 1793-1802 Thomas Montelius
- 1804-1807 Eric Caspoar Roosval
- 1808-1810 Daniel Montelius
- 1810-1824 Daniel Aurelius
- 1824-1830 Paul Runkrantz
- 1830-1838 Olof Ekerot
- 1838–1874 Anders Sandberg
- 1874-1884 Herman Ringberg
- 1881-1893 Gustaf Tode
- 1891-1904 Lars Dahlström
- 1904-1912 Johan Magnus Lindstedt
- 1912-1922 Rudolf Hoflund
- 1922-1944 Arnold Thörn
- 1944-1964 Gustaf Pontén
- 1964-1968 Henry Arfwidsson
- 1968-1975 Helge Westmar
- 1975-1978 Bertil Jannert
- 1978–1996 Jean Johansson
- 1996-2002 Carl Eric Svensäter